# COP CRAFT
《COP CRAFT》是賀東招二所作的日本輕小說作品，插圖由村田蓮爾繪畫。

## 概要
本以《DRAGNET MIRAGE》為書名在竹書房ZETA文庫連載，插圖是篠房六郎，後來隨着文庫停刊而結束連載。後來在2009年，作者將其加寫後轉到經由小學館GAGAGA文庫重新連載，標題更換為《COP CRAFT：DRAGNET MIRAGE RELOADED》。
加寫後部分設定也隨之更改，其中更改最大的是女主角緹拉娜的外表，在最初的版本中是符合其年紀的年輕女性，後來在新合作的畫師村田蓮爾的建議下，更改為「中學生模樣的少女」。
2019年7月8日電視動畫在東京都會電視台深夜首播。

## 故事簡介
十五年前太平洋上出现了个未知的超空间大门。在门的对面是妖精和魔物居住的奇妙异世界“莱特·塞玛尼”。
“圣特雷萨市”是居住着超过200万来自两个世界的移民的都市。那邊有着多样的民族和多彩的文化，以及富有之人与贫困之人。这里是全世界最新的“梦幻都市”。但也包含著各种犯罪也在阴影中涌动：毒品贩卖、色情交易、武器走私。而面对这些凶恶犯罪的刑警们，就存在于圣特雷萨市的警察局…
刑警的場圭与异世界骑士緹拉娜·艾克瑟迪利卡，性别、性格以及“出生的世界”均不相同的两人相遇之时，案件发生了。两个世界，两种完全不同的正义，在其前方—搭档警察动作剧开幕！

## 登場角色
- 聲排序為電視動畫／廣播劇。只有一個的情況下為動畫版。

### 主要角色
的場圭（聲：津田健次郎／江口拓也）
卡利艾納島聖德雷沙市警局特別風紀班的刑警，階級為巡查部長的高大日本人男性。
是個有著敏銳直覺的警察，射擊技術高超，曾破獲過多起案件。
過去曾是名軍人，並參加過聯合國軍進入瑟瑪尼世界，因此能聽懂和說些簡單的法爾巴尼語。但也因為這次的經驗而對瑟瑪尼人有著不小的成見，而與緹拉娜在剛開始相處時不是很愉快。但在一同辦案後雙方關係開始融洽起來。
對貓重度過敏，只要在同一個房間就會因此呼吸困難，卻仍在自家養了隻名為克蘿伊的黑貓。
對身為刑警的工作充滿了熱忱，不過偶爾也會放過有著賣淫、竊盜的犯人，並透過他們獲取情報的一面。
緹拉娜·艾克瑟迪利卡（聲：吉岡茉祐／大久保瑠美）
瑟瑪尼世界法爾巴尼王國派駐到聖德雷沙市的見習騎士。是個外表看似只有十多歲的少女，實際上在瑟瑪尼世界已經是26歲，用地球上的算法則是18歲。
全名是「緹拉娜·巴爾休·米爾窩·拉達·伊姆瑟達莉·耶·德貝雷納·德瓦爾·涅拉諾·賽亞·尼爾·艾克瑟迪利卡」（ティラナ・バルシュ・ミルヴォイ・ラータ＝イムセダーリャ・イェ・テベレーナ・デヴォル＝ネラーノ・セーヤ・ネル・エクセディリカ），意為「艾克瑟迪利卡家的女兒、賽亞的長女、擁有德瓦爾大公的血統，榮耀的米爾瓦騎士，緹拉娜」。
為了找回被綁架的妖精而來到地球，並與的場組成搭檔，剛開始時對的場放過部分犯罪者的行為有所不滿，不過在相處過一段時間後有所改觀，甚至還住到他的家中。
雖然與的場組成了搭檔，卻對地球上的文化與常識一知半解，因此有關推理的部分全依靠的場處理，自己則靠著瑟瑪尼人的戰鬥天性出手對付犯罪者，但因為總是造成犯人傷殘而惹來警方高層的關注與指責。

### 聖德雷沙市警局
傑克·羅斯（聲：濱田賢二）
聖德雷沙市警局特別風紀班的主任，的場的直屬上司。階級是警部。
與的場的前搭檔瑞克是從擔任紐約市警局警員的時候就相識超過二十年的老友。
感覺到瑟瑪尼人進入到地球後的優勢與對地球人的威脅，因此暗中與杰拉達聯手，想在聖德雷沙市製造大規模恐怖攻擊事件使兩方徹底交惡，最後遭到的場射殺。
死前知道的場將他當成父親來看待，對他謝罪後死去。
瑞克·休利（聲：三瓶雄樹）
的場的前任搭檔，有四年的交情。在搜查妖精綁架事件時殉職。
塞希爾·艾普斯（聲：折笠富美子）
聖德雷沙市警局的驗屍官 ，的場的前女友。
與的場是和平分手，現在依舊是很好的朋友。
吉馬
聖德雷沙市警局特別風紀班的新任主任，羅斯的繼任者。

### 聖德雷沙市的居民
西斯·歐尼爾（聲：高木涉）
的場認識的情報販子之一。剃著光頭、帶著墨鏡，穿著牧師服裝的男性。
被緹拉娜誤說成是「小偷」。
肯尼（聲：Volcano太田）
歐尼爾的保鑣，高壯的黑人男性。緹拉娜形容他是「有著食人鬼的外表，心地卻意外的善良」。

### 瑟瑪尼人
傑拉達（聲：大塚芳忠）
服侍於艾爾帕吉家的魔法師。在瑟瑪尼已經是超過100歲的老人，即使換成地球上的算法也非常的高齡。
身為魔法師的實力是超一流的，自稱能同時操縱100個人，與的場過去有著很深的因緣。
丹尼斯·艾爾帕吉（聲：松風雅也）
從瑟瑪尼世界來到地球的年輕貴族，在瑟瑪尼已經40歲，換成地球算法是26歲。在聖德雷沙市暗中進行著將麻藥「妖精之塵」轉化為武器的製造與販賣事業。最後遭到緹拉娜斬殺。

## 出版書籍

### 小說
| 冊數 | 小學館         | 小學館                 |
| 冊數 | 發售日期       | ISBN                   |
| ---- | -------------- | ---------------------- |
| 1    | 2009年11月18日 | ISBN 978-4-09-451172-7 |
| 2    | 2010年6月18日  | ISBN 978-4-09-451209-0 |
| 3    | 2011年1月18日  | ISBN 978-4-09-451245-8 |
| 4    | 2014年3月18日  | ISBN 978-4-09-451471-1 |
| 5    | 2015年6月18日  | ISBN 978-4-09-451544-2 |
| 6    | 2016年10月23日 | ISBN 978-4-09-451630-2 |

## 電視動畫

### 製作人員
- 原作、系列構成：賀東招二
- 原作插畫：村田蓮爾
- 監督：板垣伸
- 人物設計、總作畫監督：木村博美
- 美術監督：坂上裕文、加藤浩
- 色彩設計：山上愛子
- 攝影監督：大見有正
- 編輯：平木大輔
- 音響監督：鄉田穗積
- 音樂：岩崎琢
- 音樂製作：波麗佳音
- 動畫製作：Millepensee
- 製作：COP CRAFT製作委員會

### 主題曲
片頭曲
填詞：大石昌良，作曲、編曲：大石昌良、扇谷研人，主唱：大石昌良
第12話為片尾插入。
片尾曲
「Connected」（第1～9話、第10～12話）
填詞、作曲、編曲：安野勇太，主唱：緹拉娜·艾克澤蒂利卡（吉岡茉祐）
第12話為片中插入。
「Nonficition」（第9.5話）
填詞、作曲：RIRIKO，編曲：藤代佑太郎，主唱：緹拉娜·艾克澤蒂利卡（吉岡茉祐）

### 各話列表
| 話數               | 日文標題                                     | 中文標題                           | 劇本              | 分鏡            | 演出                   | 作畫監督 | 原作改編 |
| ------------------ | -------------------------------------------- | ---------------------------------- | ----------------- | --------------- | ---------------------- | --- | -------- |
| 第1話              | COP SHOW, WITCH CRAFT                        | COP SHOW, WITCH CRAFT              | 賀東招二          | 板垣伸          | 播摩優                 | 木村博美 | 第一卷   |
| 第2話              | DRAGNET MIRAGE                               | DRAGNET MIRAGE                     | 賀東招二          | 板垣伸          | 播摩優                 | 木村博美 | 第一卷   |
| 第3話              | MIDNIGHT TRAIN                               | MIDNIGHT TRAIN                     | 賀東招二          | 板垣伸          | 田邊慎吾               | 西田美彌子 | 第一卷   |
| 第4話              | IN THE AIR TONIGHT                           | IN THE AIR TONIGHT                 | 賀東招二          | 板垣伸 播摩優   | 播摩優                 | 小林大地 | 第二卷   |
| 第5話              | LONESOME VAMPIRE                             | LONESOME VAMPIRE                   | 賀東招二          | 田邊慎吾 板垣伸 | 田邊慎吾               | 、岡正信、吉田智裕 小林大地、内田利明、木村博美 板垣伸                                                        | 第二卷   |
| 第6話              | NEED FOR SPEED                               | NEED FOR SPEED                     | 賀東招二          | 板垣伸          | 森義博                 | 山内則康、糸島雅彦 猿渡聖加、梶浦紳一郎                                                                       | 第二卷   |
| 第7話              | GIRLS ON ICE                                 | GIRLS ON ICE                       | 賀東招二          | 板垣伸          | 播摩優                 | 内田利明、小林大地、吉田智裕                                                                                  | 第三卷   |
| 第8話              | SMELLS LIKE TOON SPIRITS                     | SMELLS LIKE TOON SPIRITS           | 永井真吾          | 板垣伸          | 田邊慎吾               | 成松義人、田之上慎、EverGreen 黑皇映画                                                                        | 第三卷   |
| 第9話              | A KING MAKER                                 | A KING MAKER                       | 永井真吾          | 板垣伸          | 播摩優                 | 内田利明、小林大地、吉田智裕 木村博美、Park Sang-ho、Seo Jeong-ha Mun Hui、Jeong Yong-un                      | 第三卷   |
| 第9.5話 （總集篇） | 特別編:美しき女騎士！ とらわれの妖精を追え！ | 特別篇 美女騎士！ 追逐被囚禁的妖精 | 賀東招二 永井真吾 | 板垣伸 播摩優   | 播摩優 田邊慎吾 森義博 | 木村博美、田之上慎、小林大地 内田利明、吉田智裕、山內則康 猿渡聖加、成松義人、糸島雅彦 梶浦紳一郎、西田美彌子 | 不適用   |
| 第10話             | COCK ROBIN, JOHN DOE                         | COCK ROBIN, JOHN DOE               | 永井真吾          | 板垣伸          | 田邊慎吾               | 木村博美、吉田智裕 板垣伸、白素一二三                                                                         | 第四卷   |
| 第11話             | TRANSITIONAL CRISES                          | TRANSITIONAL CRISES                | 永井真吾          | 板垣伸          | 播摩優                 | 北條直明、芳山優 杉本幸子、川村敏江                                                                           | 第四卷   |
| 第12話             | TWO WORLDS, TWO JUSTICES                     | TWO WORLDS, TWO JUSTICES           | 賀東招二 永井真吾 | 板垣伸          | 田邊慎吾               | 小林大地、内田利明 永吉田智裕、木村博美                                                                       | 第四卷   |

### 藍光與DVD
| 卷數 | 發售日期       | 收錄話數     | 規格編號   | 規格編號   |
| 卷數 | 發售日期       | 收錄話數     | 藍光版     | DVD版      |
| ---- | -------------- | ------------ | ---------- | ---------- |
| 1    | 2019年10月23日 | 第1話~第4話  | PCXG-50701 | PCBG-53031 |
| 2    | 2019年11月20日 | 第5話~第8話  | PCXG-50702 | PCBG-53032 |
| 3    | 2019年12月25日 | 第9話~第12話 | PCXG-50703 | PCBG-53033 |

### 播放平台
| 播放地區                                         | 播放平台                                  | 播放日期                 | 字幕語言          | 備註                                           |
| ------------------------------------------------ | ----------------------------------------- | ------------------------ | ----------------- | ---------------------------------------------- |
| 中国大陆 · 臺灣地區                              | Bilibili                                  | 2019年7月9日 - 10月1日   | 簡體中文 繁體中文 | （页面存档备份，存于）& （页面存档备份，存于） |
| 中国大陆                                         | 腾讯视频                                  | 2019年7月9日 - 10月1日   | 簡體中文          | （页面存档备份，存于）                         |
| 臺灣地區                                         | LiTV 線上影視、巴哈姆特動畫瘋、friDay影音 | 2019年7月9日 - 10月1日   | 繁體中文          |                                                |
| 香港 · 澳門                                      | YouTube                                   | 2019年9月19日 - 10月1日  | 繁體中文          | HK                                             |
| 臺灣地區                                         | YouTube                                   | 2019年12月7日 - 12月12日 | 繁體中文          | TW （页面存档备份，存于）                      |
| 东南亚国家联盟 · 印度 · 不丹 · 孟加拉国 · 尼泊尔 | YouTube                                   | 2019年7月9日 - 10月1日   | 簡體中文 英文     | （页面存档备份，存于）&                        |

## 外部連結
- （日語）電視動畫「COP CRAFT」官方網站（页面存档备份，存于）
- （日語）「COP CRAFT」動畫官方的X（前Twitter）